# György Tumpek
György Tumpek, né le 12 janvier 1929 à Budapest et mort le 21 décembre 2022, est un nageur hongrois spécialiste des épreuves de papillon.

## Palmarès

### Jeux olympiques
- Jeux olympiques de 1956 à Melbourne (Australie) :
  -  Médaille de bronze du 200 m papillon[2]

### Championnats d'Europe
- Championnats d'Europe 1954 à Turin (Italie)
  -  Médaille d'or du 200 m papillon
- Championnats d'Europe 1958 à Budapest (Hongrie)
  -  Médaille d'argent du 4 × 100 m 4 nages